# Bolivaritettix nathani
Bolivaritettix nathani är en insektsart som beskrevs av Wagan och D.K.M. Kevan 1992. Bolivaritettix nathani ingår i släktet Bolivaritettix och familjen torngräshoppor. Inga underarter finns listade i Catalogue of Life.